# Grenadier-Regiment „Prinz Carl von Preußen“ (2. Brandenburgisches) Nr. 12
Das Grenadier-Regiment „Prinz Carl von Preußen“ (2. Brandenburgisches) Nr. 12 war ein Infanterieverband der Preußischen Armee.

## Geschichte
Der Verband wurde am 1. Juli 1813 mit A.K.O. durch König Friedrich Wilhelm III. aus dem I. und II. Reserve-Bataillon des Leib-Infanterie-Regiments sowie dem III. Bataillon des 1. Westpreußischen Infanterie-Regiments gebildet. Es führte zunächst die Bezeichnung Brandenburgisches Infanterie-Regiment Nr. 12 und war der 8. Brigade unterstellt. Die Stärke betrug 61 Offiziere, 180 Unteroffiziere, 2184 Mannschaften, dreizehn Chirurgen, zehn Hautboisten sowie drei Büchsenmacher.

### Befreiungskriege 1813/15
- Schlacht an der Katzbach
- Gefecht bei Möckern
- Schlacht bei Laon
- Gefecht bei Claye
- Schlacht bei Paris

### Deutscher Krieg1866
Nachdem am 3. Mai 1866 Kriegsbereitschaft verfügt worden war, erhielt das Regiment zwei Tage später seinen Mobilmachungsbefehl. Erster Mobilmachungstag war der 6. Mai 1866. Bis zum 12. Mai waren alle Reservisten einberufen und die einzelnen Bataillone auf Kriegsstärke gebracht. Am 16. Mai erfolgte der Ausmarsch in Richtung sächsischer Grenze. Das I. Bataillon bezog Quartiere bei Drehna, das II. Bataillon bei Zinnitz und das Füsilier-Bataillon bei Ruhland. Die Füsiliere wurden der Avantgarde des III. Armee-Korps unter Generalmajor Wilhelm zu Mecklenburg zugeteilt.
- Schlacht bei Gitschin
- Schlacht bei Königgrätz

### Deutsch-Französischer Krieg1870/71
- Schlacht bei Spichern
- Schlacht bei Mars-la-Tour
- Schlacht bei Gravelotte
- Belagerung von Metz
- Schlacht bei Bellevue
- Schlacht von Orléans
- Belagerung von Metz

### Erster Weltkrieg

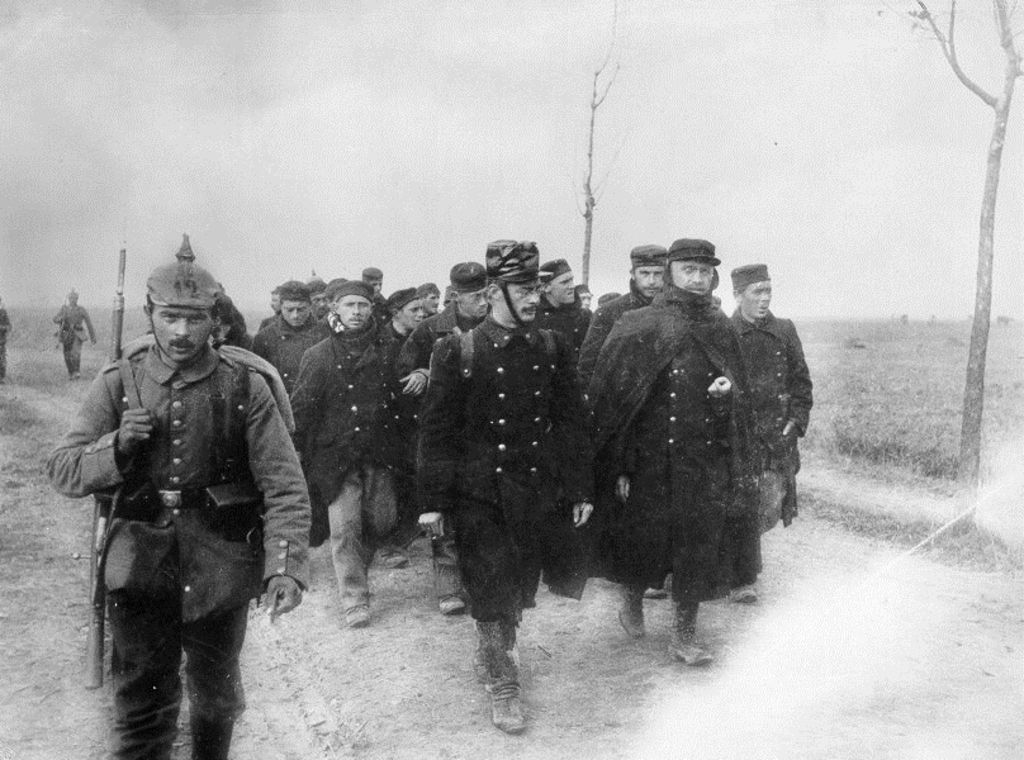
Grenadiere führen belgische Soldaten in Gefangenschaft (1914)

Zu Beginn des Ersten Weltkriegs machte das Regiment am 2. August 1914 mobil. Als Teil der 10. Infanterie-Brigade der 5. Division, der sie den gesamten Krieg über unterstellt war, nahmen die Grenadiere am Einmarsch in das neutrale Belgien teil. Während der Schlacht an der Gete kam das Regiment Mitte August erstmals ins Gefecht.

### Verbleib
Nach Kriegsende marschierten die Reste des Regiments über Potsdam und Berlin in die Garnison nach Frankfurt (Oder) zurück, wo ab 30. Dezember 1918 die Demobilisierung erfolgte. Aus Teilen bildeten sich zwei Freiformationen. Zunächst das I. Bataillon des Freiwilligen-Detachement „Küntzel“ sowie ab 14. Februar 1919 das Freiwilligen-Grenadier-Regiment 12 mit drei Bataillonen und einer MG-Kompanie. Mit der Bildung der Vorläufigen Reichswehr ging die erste Formation im III. Bataillon des Reichswehr-Schützen-Regiments 59 auf. Das Freiwilligen-Regiment bildete den Stab und das I. Bataillon des Reichswehr-Grenadier-Regiments 54.
Die Tradition übernahm in der Reichswehr durch Erlass des Chefs der Heeresleitung, General der Infanterie Hans von Seeckt, vom 24. August 1921 die 2. Kompanie des 8. (Preußisches) Infanterie-Regiments. In der Wehrmacht führte das I. Bataillon des Infanterieregiments 8 die Tradition weiter.

## Regimentschef
| Dienstgrad                                   | Name               | Datum                                  |
| -------------------------------------------- | ------------------ | -------------------------------------- |
| General der Infanterie                       | Carl von Preußen   | 23. Mai 1822 bis 21. Januar 1883       |
| General der Infanterie/ Generalfeldmarschall | Wilhelm von Hahnke | 01. September 1896 bis 8. Februar 1912 |
| General der Infanterie/ Generalfeldmarschall | Karl von Bülow     | 16. Juni 1913 bis Auflösung            |

## Kommandeure
| Dienstgrad             | Name                                   | Datum                                                         |
| ---------------------- | -------------------------------------- | ------------------------------------------------------------- |
| Oberstleutnant/ Oberst | Karl August Ferdinand von Borcke       | 01. Juli 1813 bis 30. Mai 1815                                |
| Oberstleutnant/ Oberst | Karl Thomas von Othegraven             | 08. Juni 1815 bis 7. Mai 1817                                 |
| Oberstleutnant/ Oberst | Karl von Götz und Schwanenfließ        | 09. Mai 1817 bis 25. März 1832                                |
| Oberstleutnant         | Johann von Werder                      | 30. März 1832 bis 29. März 1833 (mit der Führung beauftragt)  |
| Oberst                 | Johann von Werder                      | 30. März 1833 bis 9. August 1840                              |
| Oberst                 | Hans Wilhelm von Schack                | 25. März 1841 bis 29. März 1844                               |
| Oberst                 | Wilhelm von Thümen                     | 30. März 1844 bis 21. März 1845                               |
| Oberst                 | Wilhelm von Sommerfeld und Falckenhayn | 22. März 1845 bis 17. November 1848                           |
| Oberstleutnant/ Oberst | Friedrich von Knobloch                 | 18. November 1848 bis 24. April 1854                          |
| Oberstleutnant/ Oberst | Albert von Baczko                      | 04. Mai 1854 bis 6. Mai 1857                                  |
| Oberst                 | Ludwig von Dalwig                      | 07. Mai 1856 bis 30. Mai 1859                                 |
| Oberst                 | Hans von Quitzow                       | 31. Mai 1859 bis 10. November 1862                            |
| Oberstleutnant/ Oberst | Kolmar von Debschitz                   | 29. Januar 1863 bis 29. Oktober 1866                          |
| Oberst                 | Eduard von Reuter                      | 30. Oktober 1866 bis 23. Juli 1870                            |
| Oberst                 | Hermann von Kalinowski                 | 24. Juli 1870 bis 19. Februar 1871                            |
| Oberst                 | Otto von Stülpnagel                    | 20. Februar 1871 bis 13. Februar 1874                         |
| Oberst                 | Eduard von Jena                        | 14. Februar bis 8. Juni 1874 (mit der Führung beauftragt)     |
| Oberst                 | Eduard von Jena                        | 09. Juni 1874 bis 2. Februar 1880                             |
| Oberst                 | Paul Karl von Lettow-Vorbeck           | 03. Februar 1880 bis 14. April 1884                           |
| Oberstleutnant/ Oberst | Rudolf von Seelhorst                   | 15. April 1884 bis 1. August 1888                             |
| Oberstleutnant         | Wilhelm Amann                          | 04. August bis 16. Dezember 1888 (mit der Führung beauftragt) |
| Oberst                 | Wilhelm Amann                          | 17. Dezember 1888 bis 20. Mai 1889                            |
| Oberst                 | Wilhelm von Jahn                       | 22. Mai 1889 bis 19. September 1890                           |
| Oberst                 | Alkmar von Alvensleben                 | 20. September 1890 bis 13. Mai 1894                           |
| Oberst                 | Eduard Liebert                         | 14. Mai 1894 bis 2. Dezember 1896                             |
| Oberst                 | Reinhold von Asmuth                    | 17. Dezember 1896 bis 14. Juni 1899                           |
| Oberst                 | Thilo von Tresckow                     | 15. Juni 1899 bis 17. August 1902                             |
| Oberst                 | Adolf von Oven                         | 18. August 1902 bis 17. Oktober 1904                          |
| Oberst                 | Cuno von der Goltz                     | 18. Oktober 1904 9. April 1906                                |
| Oberst                 | Ernst von Pressentin                   | 10. April 1906 bis 18. Dezember 1907                          |
| Oberst                 | Hugo von Freytag-Loringhoven           | 19. Dezember 1907 bis 26. Januar 1910                         |
| Oberst                 | Friedrich von Ditfurth                 | 27. Januar 1910 bis 3. April 1913                             |
| Oberst                 | Traugott von Sauberzweig               | 04. April 1913 bis 31. Januar 1914                            |
| Oberst                 | Ernst von Reuter                       | 01. Februar bis 24. September 1914                            |
| Oberstleutnant         | Georg Lueder                           | 25. September 1914 bis 14. März 1916                          |
| Major                  | Friedrich Schönlein                    | 15. März bis 8. Mai 1916 (mit der Führung beauftragt)         |
| Oberstleutnant         | August Schenck zu Schweinsberg         | 11. Mai bis 10. Oktober 1916                                  |
| Oberstleutnant         | Alexander von Johnston                 | 11. Oktober 1916 bis 22. März 1917                            |
| Oberstleutnant         | Cäsar Amann von Borowski               | 23. März 1917 bis 1. November 1918                            |
| Major                  | Richard Küntzel                        | 02. November 1918 bis 19. Januar 1919                         |
| Oberst                 | Georg Lueder                           | 20. Januar bis 30. September 1919                             |

## Gedenken
In Frankfurt (Oder) wurde am 24. August 1924 ein Denkmal nach dem Entwurf des Bildhauers Georg Fürstenberg für die Prinz-Carl-Grenadiere auf dem damaligen Hohenzollernplatz eingeweiht. Die Figurengruppe auf dem Sockel stellte eine Rotte stürmender Infanteristen dar. Im Herbst 1946 wurde die Figurengruppe vom Sockel genommen und im nahe gelegenen Löschwasserteich versenkt; der Sockel wurde auf Anordnung der deutschen Verwaltung zerstört. Der Feuerlöschteich wurde kurz danach zugeschüttet. Der Reichsbund der Kriegsopfer und Hinterbliebenen regte 1991 die Hebung der Figurengruppe an. Die Anregung wurde nicht realisiert; insofern bleibt das Projekt ein Auftrag.